# Antwerpens spårväg

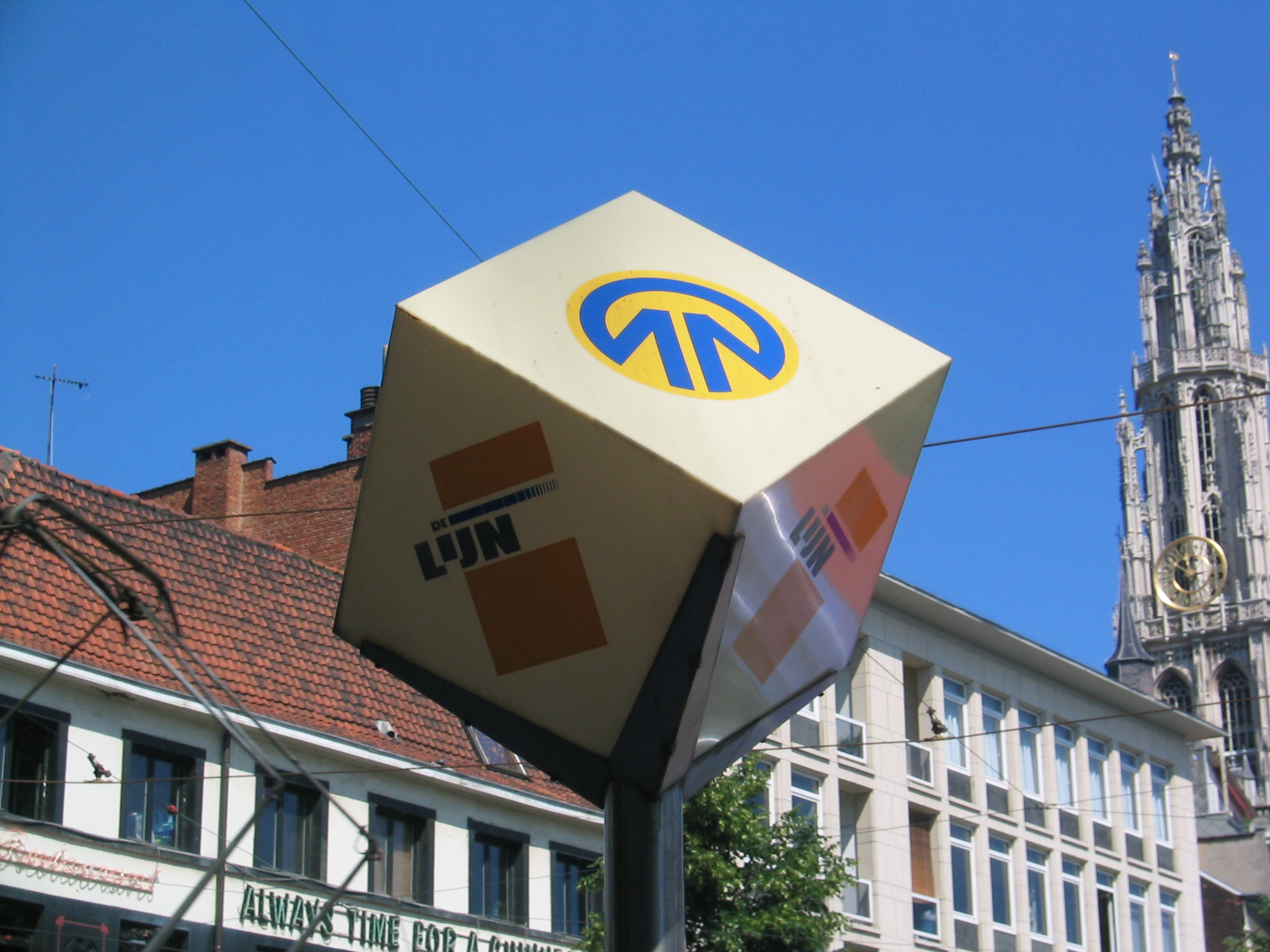
Logon för de underjordiska spårvagnshållplatserna.

Antwerpens spårväg går både i gatan samt i tunnlar under centrala Antwerpen. Flera tunnlar började byggas under 1970-talet, men på grund av finansieringsproblem avslutades byggandet, vilket resulterade i att man idag, 2010, har flera kilometer med övergivna tunnlar och stationer. Enligt en ny plan från 2004 ska man öppna upp en av dessa tunnlar för spårvagnstrafik samt några av stationerna på sträckan. I dag har spårvagnsnätet tolv linjer. Endast 11 av totalt 21 underjordiska stationer används, resten står tomma och övergivna.

## Antwerpens spårvagnsnät
| Linje | Destination                                              | Längd   | Åktid  | Medel- hastighet | Resenärer | Resenärer |
| ----- | -------------------------------------------------------- | ------- | ------ | ---------------- | --------- | --------- |
| Linje | Destination                                              | Längd   | Åktid  | Medel- hastighet | (2000)    | (2005)    |
| 2     | Linkeroever (Parkeer en Reis) – Hoboken (Kioskplaats)    | 12,4 km | 38 min | 20 km/h          | 6,07      | 10,27     |
| 3     | Zwijndrecht (Melsele Krijgsbaan) – Merksem (Keizershoek) | 14,5 km | 40 min | 22 km/h          | 4,59      | 23,9      |
| 4     | Sint Pietersvliet – Hoboken (Kioskplaats)                | 7,6 km  | 31 min | 15 km/h          | 2,23      | 3,89      |
| 5     | Deurne (Wim Saerensplein) – Linkeroever (P&R)            | 10 km   | 25 min | 24 km/h          | i.u.      | i.u.      |
| 6     | Metropolis – Olympiade                                   | 9,7 km  | 35 min | 17 km/h          | i.u.      | i.u.      |
| 7     | Sint Pietersvliet – Mortsel (Gemeenteplein)              | 7,7 km  | 28 min | 17 km/h          | 2,56      | 4,3       |
| 8     | Bolivarplaats – Deurne (Silsburg)                        | 7,6 km  | 31 min | 15 km/h          | 3,01      | 5,89      |
| 10    | Melkmarkt – Deurne (Schotensteenweg)                     | 5,7 km  | 24 min | 14 km/h          | 2,78      | 4,32      |
| 11    | Melkmarkt – Deurne (Eksterlaar)                          | 6,1 km  | 27 min | 14 km/h          | 2,74      | 4,25      |
| 12    | Sportpaleis – Bolivarplaats                              | 5,8 km  | 26 min | 13 km/h          | 4,71      | 7,79      |
| 15    | Linkeroever (P&R) – Mortsel (Gemeenteplein)              | 11 km   | 33 min | 20 km/h          | 5,39      | 9,68      |
| 24    | Hoboken (Schoonselhof) – Deurne (Silsburg)               | 12 km   | 50 min | 15 km/h          | 3,52      | 5,53      |

## Underjordiska spårvagnshållplatser
- Groenplaats (öppnad 1975)
- Meir (öppnad 1975)
- Opera (öppnad 1975)

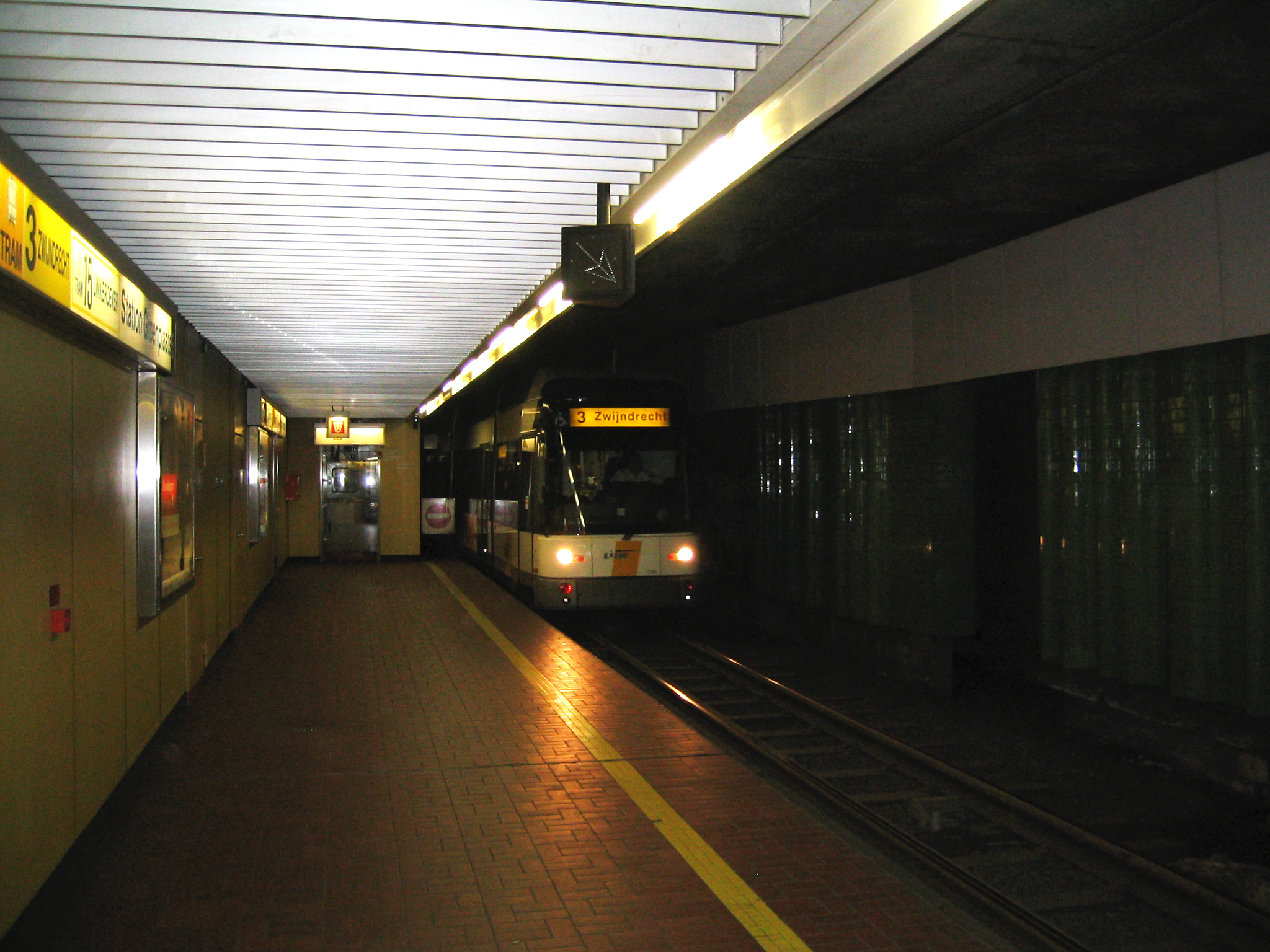
Underjordiska spårvagnshållplatsen Groenplaats.

- Diamant (öppnad 1980, sammanbunden med Centralstationen)
- Plantin (öppnad 1980)
- Frederik van Eeden (öppnad 1990)
- Astrid (öppnad 1996, sammanbunden med Centralstationen)
- Elisabeth (öppnad 1996)
- Handel (öppnad 1996)
- Schijnpoort (öppnad 1996)
- Sport (öppnad 1996)
- Astrid (2e) (öppnad 2015)
- Zegel (öppnad 2015)

## Underjordiska hållplatser som ej används
Följande underjordiska hållplatser används ej men är byggda:
- Morckhoven
- Collegelaan
- Foorplein
- Drink
- Carnot
- Stuivenberg
- Sint-Willibrordus

Det finns planer från 2004 att några av dessa stationer ska öppnas upp för trafik.